# Manolo Cadenas
Manuel Cadenas Montañés (Valdevimbre, León, España, 20 de mayo de 1955) es un entrenador español de balonmano profesional. Fue entrenador del Club Balonmano Ademar León hasta junio de 2023.

## Biografía
Sus inicios como entrenador se encuentran en Leganés. Como entrenador profesional de balonmano, inició su trayectoria en 1986, donde dirigió al Oviedo durante tres temporadas. 
Fichó entonces por el GD Teka, con el que conquistó una Copa ASOBAL y una Recopa en su primera temporada como entrenador del conjunto. El Cantabria finalizaría las dos temporadas en las que fue dirigido por Cadenas como subcampeón.
En 1991, pasó a dirigir al BM Valladolid, club al que dirigió durante cuatro temporadas.
En 1995 fichó por el Ademar León, club en el que permaneció durante doce temporadas y con el que logró los mayores éxitos hasta la fecha. Entre otros logros, se encuentra el torneo de Liga ASOBAL 2000-01, la Copa del Rey de Balonmano 2002, la Copa ASOBAL 1998 y la Recopa de Europa de Balonmano en dos ocasiones (1998/99 y 2004/05).
Tras abandonar su exitoso paso por León, se convirtió en entrenador del FC Barcelona, club al que dirigió desde la temporada 2007/08 hasta ser destituido el 9 de febrero de 2009 tras perder contra el BM Valladolid.
En la temporada 2010/11 ficha por el BM Granollers, equipo en el cual permanecería dos temporadas completas y abandonaría el cargo en junio de 2012. 
En la temporada 2012/13 regresa como entrenador al Ademar León. Este hecho incremento notablemente el número de abonados previstos para la campaña, por la vuelta de uno de los entrenadores más ganadores en la historia del club. Volvería al Ademar en junio de 2019.
El 22 de abril de 2013 es elegido nuevo Seleccionador Nacional de España. Con la roja, realizaría buenas campañas, como por ejemplo el 3º lugar obtenido en el Campeonato Europeo de Balonmano Masculino de 2014 o el 4º puesto en el Campeonato Mundial de Balonmano Masculino de 2015. Sin embargo, dejaría su cargo de seleccionador en 2016 tras no clasificar a los Juegos Olímpicos de Río de Janeiro. 
En la temporada 2013/14 ficha por el Orlen Wisła Płock de Polonia. Llegaría a ser subcampeón de la liga y a participar en tres ediciones de Champions League (2013-14, 2014-15 y 2015-16).
En marzo de 2017, es anunciado como entrenador de la Selección de balonmano de Argentina en reemplazo de Eduardo Gallardo. Sus inicios como entrenador de Argentina serían una serie de amistosos en Brasil y más adelante en España disputando el Memorial Domingo Bárcenas 2018, con buenos resultados. Su debut oficial con Los Gladiadores por torneos, sería en los Juegos Suramericanos de 2018 en donde terminaría en segundo lugar. Poco después, obtendría su primer título oficial con Argentina tras ganar el Campeonato Panamericano de Balonmano Masculino de 2018 disputado en Nuuk, Groenlandia y así, clasificar al Campeonato Mundial de Balonmano Masculino de 2019 en el que la albiceleste quedaría en el puesto 17. Obtendría la medalla dorada en los Juegos Panamericanos 2019 venciendo en la final a Chile, y así, clasificar a los Juegos Olímpicos 2020. En el evento olímpico el seleccionado argentino perdió los cinco partidos que disputó en la fase de grupos y quedó en la última posición de la clasificación general. Manolo Cadenas finalizó su contrato con la selección argentina en septiembre de 2021.

## Trayectoria

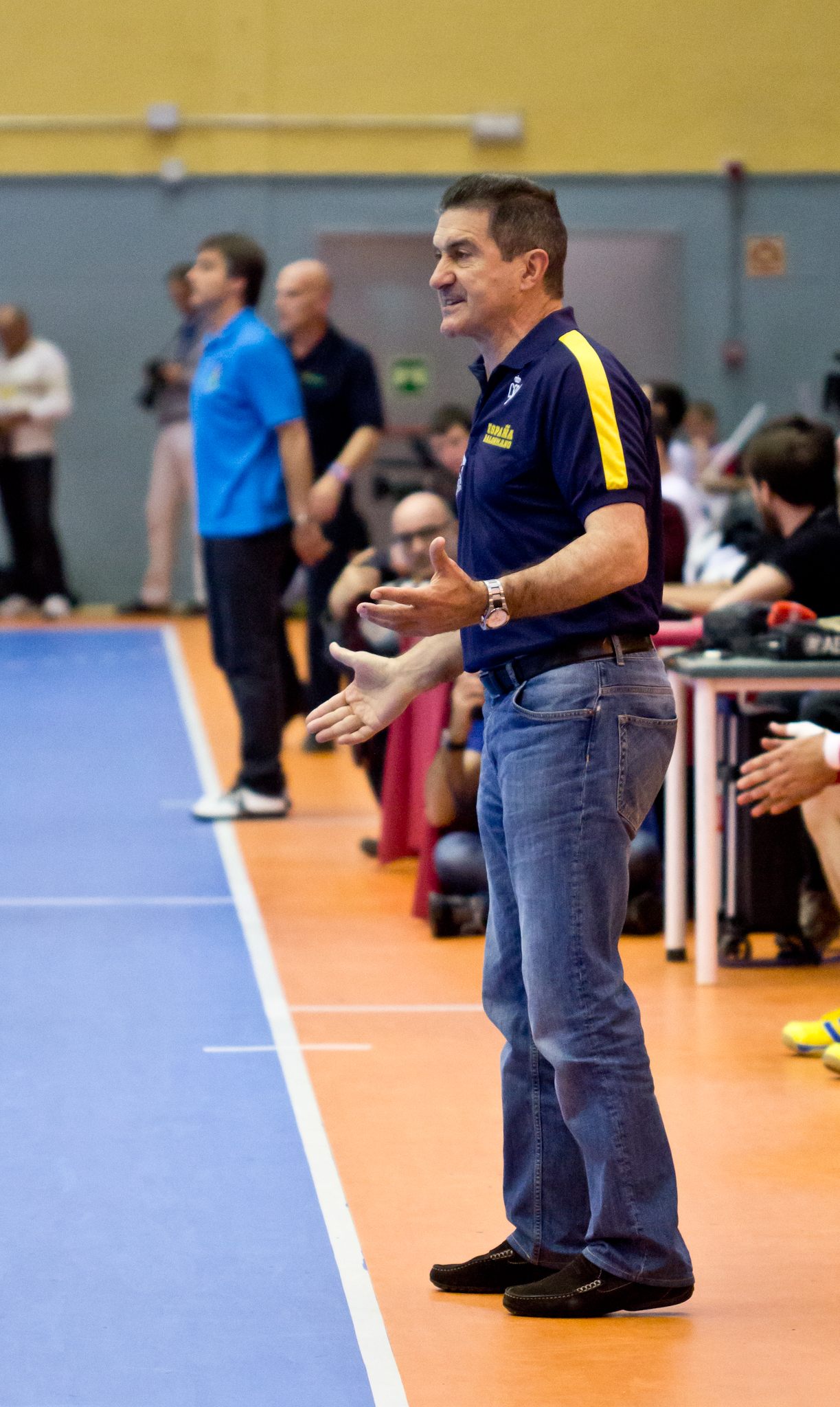
Manolo Cadenas en su estreno como seleccionador nacional.

### Clubes
- Club Balonmano Naranco (1986-1989)
- GD Teka (1989-1991)
- Club Balonmano Valladolid (1991-1995)
- Club Balonmano Ademar León (1995-2007)
- Fútbol Club Barcelona (2007-2009)
- BM Granollers (2010-2012)
- Club Balonmano Ademar León (2012-2013)
- Orlen Wisła Płock (2013-2016)
- Meshkov Brest (2018–2019)
- Club Balonmano Ademar León (2019-2023)

### Selecciones
- Selección de balonmano de España (2013-2016)
- Selección de balonmano de Argentina (2017-2021)

## Palmarés

### Teka Santander
- 1 vez campeón de la Copa ASOBAL: 1991
- 1 vez campeón de la Recopa de Europa: 1990

### Club Balonmano Ademar León
- 1 vez campeón de la Liga ASOBAL: 2001
- 1 vez campeón de la Copa del Rey: 2002
- 1 vez campeón de la Copa ASOBAL: 1999
- 2 veces campeón de la Recopa de Europa: 1999, 2005

### Fútbol Club Barcelona
- 1 vez campeón de la Supercopa de España: 2008

### Selección de balonmano de Argentina
- 1 vez campeón del Campeonato Panamericano de Balonmano: 2018
- 1 vez medalla dorada de los Juegos Panamericanos: 2019
- 1 vez campeón del Campeonato Sudamericano y Centroamericano de Balonmano: 2020
- 1 participación en Juegos Olímpicos: 2020